# Южна пролет
Националният конкурс за дебютна литература „Южна пролет“ e учреден от Община Хасково и Съюза на българските писатели през 1973 г. и се връчва ежегодно в 2 категории:
- за най-добра поетична книга и
- за белетристична книга.

От 1978 г. през година се връчва и за
- критическа книга.

За конкурса се приемат първи книги на автори до 40 години в следните жанрове: поезия (стихосбирки, поеми), проза (разкази, повести, романи), литературна критика и литературна история. Във всеки жанр се присъжда по една официална награда – званието „Лауреат“ с връчване на бронзова статуетка „Пегас“ и парична сума.
Носители на наградата през годините са Росен Босев, Таньо Клисуров, Борис Христов, Владимир Попов, Петя Дубарова (посмъртно), Георги Чаталбашев, Иван Росенски, Георги Рупчев, Васил Сотиров, Николай Петев, Елка Няголова, Георги Гълов, Георги Цанков, Гриша Трифонов, Антон Баев, Димитър Атанасов, Валери Стефанов, Юрий Юнишев, Анри Кисиленко, Владимир Янев, Добринка Корчева, Бойко Пенчев, Георги Господинов, Христо Запрянов, Алберт Бенбасат, Йордан Ефтимов, Силвия Чолева, Владимир Шумелов, Иванка Могилска, Иван Желев, Стоил Рошкев, Иван Христов, Иван Ланджев, Радослав Чичев, Николай Терзийски и още много автори, за които това е първо значимо признание.

## Галерия
- Пластиката на наградата „Южна пролет“ (детайл)
- Пластиката на наградата „Южна пролет“ (детайл)

## Лауреати през годините
Информацията в таблицата подлежи на допълване.
| №  | Година | Жури | Лауреати |
| -- | --- | --- | --- |
| 1  | 1973 | | - няма награден |
| 2  | 1974 | | - Росен Босев – за сборника с разкази „Напред през росата“ - Янислав Янков – за стихосбирката „Всичко както всеки ден“ |
| 3  | 1975 | | - Кънчо Атанасов – за сборника с разкази „Трета кабина, моля“ - Минчо Минчев – за стихосбирката „Баладично ежедневие“ |
| 4  | 1976 | | - Таньо Клисуров – за стихосбирката „Южна гара“ |
| 5  | 1977 | | - Младен Савов – за сборника с разкази „Диви ябълки“ - Емил Симеонов – за стихосбирката „На сто разумни крачки“ |
| 6  | 1978 | | - Иван Димитров-Робанов – за повестта „Диво мляко“ - Борис Христов – за стихосбирката „Вечерен тромпет“ - Димитър Кирков – за сборника с литературно-критически статии „Позиции и творчество“ |
| 7  | 1979 | | - Руденко Йорданов – за сборника с разкази и новели „Четирите годишни времена“ - Янаки Петров – за стихосбирката „Зимна птица“ |
| 8  | 1980 | | - Наташа Янчева – за сборника с разкази „Паяк в шепа“ - Владимир Попов – за стихосбирката „Тайна“ - Христо Стефанов – за сборника с литературно-критически статии „Погледи към съвременната проза и поезия“ |
| 9  | 1981 | | - Румен Балабанов – за сборника с разкази „Медена роса“ - Петя Дубарова (посмъртно) – за стихосбирката „Аз и морето“ |
| 10 | 1982 | | - Георги Чаталбашев – за сборник с разкази и новели „Живот не като другите“ - Любомир Николов – за стихосбирката „Повикани от прилива“ |
| 11 | 1983 | | - Петър Ангелов – за романа „Жаравата“ - Валентин Даневски – за сборника с новели „Вход забранен“ - Иван Росенски – за стихосбирката „Оправдание“ - Георги Рупчев – за стихосбирката „Уморени от чудото“ - Васил Сотиров – за стихосбирката „Убийство на щурец“ - Николай Петев – за сборника с литературно-критически статии „Тук във времето“ |
| 12 | 1984 | | - Васил Колев – за сборника с новели „Поглед през рамо“ - Червенко Крумов – за стихосбирката „Врата в небето“ |
| 13 | 1985 | | - Живко Желев – за сборника с разкази и новели „Катапулт“ - Елка Няголова – за стихосбирката „Не съм Пепеляшка“ |
| 14 | 1986 | | - Георги Витанов – за сборника с разкази „Козомания“ - Николай Найденов – за стихосбирката „Родство“ |
| 15 | 1987 | | - Румен Денев – за стихосбирката „Животът на дъжда“ - Георги Гълов – за повестта „Жълтата подводница“ - Сергей Райков – за сборника с литературно-критически статии „Между анализа и мечтата“ - Георги Цанков – за сборника с литературно-критически статии „В мига на избора“ |
| 16 | 1988 | | - Гриша Трифонов – за стихосбирката „Докато проговори камъкът“ |
| 17 | 1989 | | - Антон Баев – за стихосбирката „Снежни сигнали“ - Димитър Атанасов – за сборника с разкази „Пентакон“ - Валери Стефанов – за сборника с литературно-критически статии „Имената на времето“ |
| 18 | 1990 | | - Юрий Юнишев – за сборника с новели „Оброк“ - Ангел Малинов – за стихосбирката „Каменно око“ |
| 19 | 1991 | | - Гален Галев – за стихосбирката „Роля“ - Анри Кисиленко – за романа „Обръщането на пясъчния часовник“ - Владимир Янев – за сборника с литературно-критически статии „Живея и предпочитам“ |
| 20 | 1992 | - Иван Теофилов – председател - и членове Божидар Кунчев, Елка Трайкова, Йордан Нанчев и Надежда Александрова | - Добринка Корчева – за стихосбирката „Ловци на кехлибар“ - Роза Георгиева – за сборника с документални разкази „Възторжена безпътица“ |
| 21 | 1993 | - Йордан Василев – председател - и членове Иван Цанев, Елка Трайкова, Йордан Нанчев и Надежда Александрова | - Бойко Пенчев – за стихосбирката „Стихосбирка“ - Георги Господинов – за стихосбирката „Лапидариум“ - Христо Запрянов – за романа „Одраното куче“ - Алберт Бенбасат – за сборника с литературно-критически статии „Критически срещи в минало и сегашно време“ |
| 22 | 1994 | - Иван Теофилов – председател - и членове Владимир Попов, Елка Трайкова, Марин Георгиев и Пенка Ватова | - Йордан Ефтимов – за стихосбирката „Метаметафизика“ - Силвия Чолева – за стихосбирката „Детето на глухонемите“ - Петър Марчев – за сборника с разкази „Цигански роман“ |
| 23 | 1995 | - Никола Инджов – председател | - Георги Николов – за стихосбирката „Центурион на прага“ - Владимир Шумелов – за сборника с разкази и новели „Двойно“ - Георги Янев – за сборник с литературно-критически статии „(Не)съгласия“ |
| 24 | 1996 | - Никола Инджов – председател | - Иван Желев – за стихосбирката „Ангел и оазис“ - Николай Ватов – за сборника с разкази „Отломки самота“ |
| 25 | 1997 | - Никола Инджов – председател | - Николай Павлов – за стихосбирката „Синтаксис на грижите“ - Пламен Тушков – за повестта „Студеното око в мен“ - Румяна Карапеева – за сборника с литературно-критически статии „Времето на думите“ |
| 26 | 1998 | - Никола Инджов – председател | - Стоил Рошкев – за стихосбирката „Ток“ - Рафаел Смирнов – за сборника с разкази „Гара Враждебна“ |
| 27 | 1999 | - Никола Инджов – председател | - Петьо Пейчев – за стихосбирката „Тектоника“ - Мариан Желев – за романа „Свлачище“ - Владимир Донев – за студията „Фолклор и наративно моделиране в белетристиката на Любен Каравелов“ |
| 28 | 2000 | - Никола Инджов – председател | - Николай Атанасов – за стихосбирката „Ябълка“ - Христо Ж. Леондиев – за романа „Старата дама Антоанета“ - Богомил Попов – за литературно-критическото изследване „Зърното и плявата в човешката проза“ |
| 29 | 2001 | - Никола Инджов – председател | - Красимир Вардиев – за стихосбирката „Бордюр“ - Румен Старковски – за сборника с разкази и роман „Шахтата“ - Аглика Стефанова – за изследването „Мелодрамата през погледа на теорията“ |
| 30 | 2002 | - Никола Инджов – председател | - Иван Христов — за стихосбирката „Сбогом, деветнадесети век“ - Мирослав Димитров – за сборника с разкази „Решения“ - Ивайло Христов – за монографичния очерк „Йордан Стубел“ |
| 31 | 2003 | - Никола Инджов – председател | - в категория Поезия – Петър Петров |
| 32 | 2004 | - Никола Инджов – председател | - в категория Белетристика – Румен Тодоров – за книгата „Безсмъртни произведения“ |
| 33 | 2005 | - проф. Боян Биолчев – председател - и членове Амелия Личева, Мирела Иванова, Димитър Томов, Ели Видева и Иван Енчев | - в категория Поезия – Мирослав Бърдаров – за стихосбирката си „Шум от писменост“ - в категория Белетристика – Тодора Радева – за сборника с разкази „Седем начина да увиеш сари около тялото“ - в категория Литературна теория и оригинален литературен стил – Милен Русков за книгата си „Джобна енциклопедия на мистериите“. |
| 33 | 2005 Никола Инджов разцепва наградата, като връчва от името на Литературна академия „Южна пролет“ награди в София, след като не е поканен за председател на журито в Хасково. | - Никола Инджов – председател - и членове Владимир Трендафилов, Георги Константинов, Марин Кадиев и Никола Радев | - в категория Поезия – Иванка Могилска – за стихосбирката „ДНК“ - в категория Поезия – Александър Мануилов – за стихосбирката „Филм“ - в категория Белетристика – Екатерина Минкова – за романа „Завръщане във Фифлия“ |
| 34 | 2006 | - проф. Боян Биолчев – председател | - Красимира Джисова – за стихосбирката си „Абривиатурата“ - Александър Шпатов – за сборника с разкази „Бележки под линия“ |
| 35 | 2007 | - проф. Боян Биолчев – председател | - в категория Поезия – Сибила Алексова – за стихосбирката „Заземяване на мълниите“ |
| 36 | 2008 | - проф. Боян Биолчев – председател - и членове Валери Стефанов, Милена Лилова, Димитър Томов, Иван Павлов, Ели Видева и Иван Маринов                                                                                         | - Бояна Петкова – за стихосбирката си „Така ми е“ - Александър Чобанов – за сборника с разкази „Колекция 18“ - Иван Владимиров – за филмовия си сценарий „Нов живот“ |
| 37 | 2009 | - проф. Боян Биолчев – председател | - Невена Борисова – за стихосбирката си „Бавни портрети“ - Милен Стоянов – за романа му „Дебют на черния кон“ |
| 38 | 2010 | - проф. Боян Биолчев – председател | - Лора Шумкова – за монографията „Красивите години“ („АРС“) |
| 39 | 2011 | - проф. Боян Биолчев – председател | - Иван Ланджев – за стихосбирката „По вина на Боби Фишер“ („Сиела“) - Ивайло Борисов – за романа „01. Неприличен роман“ („Колибри“) |
| 40 | 2012 | - проф. Боян Биолчев – председател | - Радослав Чичев – за стихосбирката „От прашинката на деня“ - Димитър Шопов – за сборника с разкази „GAVAZOV: Художникът на една история“ |
| 41 | 2013 | - проф. Боян Биолчев – председател | - Димитър Манолов – за стихосбирката „Човек от хартия“ - Калин Василев – за сборника с разкази „Опит за любов и щастие“ - Биляна Курташева – за литературнокритическата монография „Антология и канон: антологични модели на българската литература“ - Венцеслав Василев – за филмовия сценарий „Сняг“ |
| 42 | 2014 | - проф. Боян Биолчев – председател | - Мартин Спасов – за стихосбирката „Аз мога да цитирам тишина“ - Христо Раянов – за сборника с разкази „Трудният начин“ - Николай Колев – за филмов сценарий |
| 43 | 2015 | - проф. Боян Биолчев – председател - и членове Валери Стефанов, Амелия Личева, Милена Лилова, Иван Павлов, Ели Видева | - Илиян Любомиров – за стихосбирката „Нощта е действие“ - Йоана Мирчева – за сборника с разкази „Слепи срещи“ - Бистра Величкова – за сборника с разкази „Малка, мръсна и тъжна“ - Здравко Дечев – за литературнокритическата монография „Устност/писменост във възрожденската култура“ - Станимир Великов – за филмовия сценарий „Кучета“ |
| 44 | 2016 | проф. д.ф.н. Светлозар Игов – председател | - Йордан Славейков – за романа „Последна стъпка“ - Валентина Маринова – за „Badtime stories“ (съпътстващa награда) - Йордан Радичков – за „Малка човешка мелодия“ (съпътстващa награда) - Георги Гаврилов – за стихосбирката „Корабен дневник на книжната лодка“ - Боряна Нейкова – за стихосбирката „Където за кратко е имало куче“ (съпътстващa награда) - Анна Лазарова – за стихосбирката „Вкъщи всички вечерят отделно“ (съпътстващa награда) - Нина Момчилова – за романа „Третата галактика отдясно“ - Надежда Стоянова – за литературнокритическата монография „Възходът на слънчогледите“ |
| 45 | 2017 | - Владимир Зарев – председател - и членове – Митко Новков, Валентина Радинска, Петър Чухов, Петър Василев | - Сирма Данова – „Кралят физиономист: Автотекстуалност и автопрезентиране в творчеството на Пенчо Славейков“ – Литературна критика - Десислава Николова – „Алиса и петък вечер“ – Проза - Димана Йорданова – стихосбирката ѝ „Жената и мъжете, които бях“ – Поезия - Наградата на „Райфайзенбанк“ в жанр Поезия се присъжда на Богомил Господинов за стихосбирката „Книга за Лола“ – (съпътстващa награда) - Наградата на Тракийското дружество в жанр Поезия се присъжда на Христо Мухтанов за стихосбирката „Опити за еволюция“ - (съпътстващa награда) - Награда на фирма „Фин пет“ в жанр Проза е за Горан Атанасов за книгата „Ще се върна в седем: Разкази и пътеписи“ - (съпътстващa награда) - Наградата на Сдружение за култура „Хасково 2015“ се присъжда в жанр Проза на Георги Караманев за романа „И додето се раждат лъчите“ – (съпътстващa награда) - Наградата „Александър Паскалев“ тази година бе присъдена на Петър Ангелов – (съпътстващa награда) |
| 46 | 2018 | - доц. Ивайло Христов – председател - и членове – Теодора Димова, Бойко Ламбовски, Таньо Клисуров, Хубен Стефанов | - Николай Терзийски – лауреат проза за романа „Отлъчване“ - Иван С. Вълев – лауреат поезия за стихосбирката „Завой“ - Зорница Иванова – лауреат детска литература за книгата „Мая и концертът на талантите“ - Петър Влайков – лауреат драматургия за пиесата „Да се преструваш е прекрасно“ - Наталия Делева – за романа „Невидим“ (съпътстващa награда проза) - Лилия Йовнова – за „Моментът преди порастване“ (съпътстващa награда поезия) - Вангел Имреоров – за „Напускане на спомена“ (съпътстващa награда поезия) - Наградата „Александър Паскалев“ за цялостен принос в областта на литературата и изкуството – Йордан Нанчев |
| 47 | 2019 | - проф. Симеон Янев – председател - и членове – Камелия Кондова, Георги Ангелов, Антон Баев и Недялко Бакалов | - Ангел Иванов – лауреат проза за книгата „Техническа проверка“ - Ана Цанкова – лауреат поезия за стихосбирката „Археология на белезите“ - Камелия Домусчиева (Кучер) – за романа „Дом“ (съпътстващa награда проза) - Еди Румян – за книгата „Баница с локум“ (съпътстващa награда проза) - Або (Явор Въжаров) – за романа „Поводи за връщане“ (съпътстващa награда проза) - Елена Ташева – за стихосбирката „Нито един гълъб до утре“ (съпътстващa награда поезия) - Надежда Тричкова – за стихосбирката „Лентата е почти изснимана“ (съпътстващa награда поезия) - Наградата от Тракийско дружество „Георги Сапунаров“ в Хасково – Ирена Радева за книгата „Фрагмента“ - Наградата на сдружение „Сдружение за култура Хасково 2015“ – Иван Янакиева за книгата „Декодерът на живота“ - Наградата „Александър Паскалев“ за цялостен принос в областта на литературата и изкуството – Вълко Марашев |
| 48 | 2020 | - проф. Сава Василев – председател - и членове – Владимир Шумелов, Ангел Дюлгеров, Владимир Стоянов и Ясен Калайджиев | Лауреати - Николай Ценков – лауреат „Проза“ за книгата „Човекът, който продаде морето“ - Виолета Кунева – лауреат „Поезия“ за стихосбирката „Почти всичко е наред“ - Елена Борисова – лауреат „Литературна критика“ за книгата „Фантастика и познание“ - Ненко Генов – лауреат „Детска литература“ за книгата „Сбогом, дневнико!“ Съпътстващи награди - Виолета Стайкова – съпътстващa награда „Проза“ за книгата „Дъното на рая“ - Мартин Касабов – съпътстващa награда „Проза“ за книгата „Когато великани ходеха по земята“ - Яна Станкова – съпътстващa награда „Проза“ за книгата „Дневниците на Ая“ - Мартин Илиев – съпътстващa награда „Поезия“ за стихосбирката „В печалния хан на дните“ - Георги Георгиев – съпътстващa награда „Поезия“ за стихосбирката „Автобиография на страха“ - Елена Борисова – съпътстващa награда „Литературна критика“ за книгата „Жени и чудовища. Новата женска готика“ - Стела Йосифова – съпътстващa награда „Детска литература“ за книгата „Шоколадовата фабрика на Дядо Коледа“ - Наградата „Александър Паскалев“ за цялостен принос в областта на литературата и изкуството – Ели Видева |
| 49 | 2021 | - проф. Валери Стефанов – председател - и членове – Бойко Ламбовски, Здравка Евтимова, Пламен Антов и Петър Ванчев | Лауреати - Цветозар Цаков – лауреат „Проза“ за книгата „Винилови души“ - Стамена Дацева – лауреат „Поезия“ за стихосбирката „Градина на ръба“ Съпътстващи награди - Делян Недев и Стоян Новаков – съпътстващa награда „Проза“ за книгата „12 фантастични разказа с неочакван край“ - Александър Цонков – съпътстващa награда „Проза“ за книгата „Играта продължава“ - Александър Арнаудов – съпътстващa награда „Поезия“ за стихосбирката „Дъно в небето“ - Наталия Иванова – съпътстващa награда „Поезия“ за стихосбирката „Човек с бинокъл“ - Габриела Манова – съпътстващa награда „Поезия“ за стихосбирката „Навици“ - Никоела Иванова – съпътстващa награда „Детска литература“ за книгата „Прегръдки от Африка: Приказки с поука“ - Наградата „Александър Паскалев“ за цялостен принос в областта на литературата и изкуството – доц. д-р Георги Граматиков |
| 50 | 2022 | - проф. Кирил Топалов – председател - и членове – Светлозар Жеков, Йордан Ефтимов, Борис Минков и Иван Митев | Лауреати - Йоанна Елми – лауреат „Проза“ за книгата „Направени от вина“ - Ева Гочева – лауреат „Поезия“ за стихосбирката „Съвсем друга история“ Съпътстващи награди - Емине Садкъ – съпътстващa награда „Проза“ за книгата „Керван за гарвани“ - Василена Спасова – съпътстващa награда „Проза“ за книгата „Писма до теб, до нея и до никого“ - Александър Колев – съпътстващa награда „Проза“ за книгата „Лъвовъ мостъ: Разкази от денонощното“ - Теа Монева – съпътстващa награда „Поезия“ за стихосбирката „Преводачът на света“ - Ванина Димова – съпътстващa награда „Поезия“ за стихосбирката „Там, където мислиш, че ме няма“ - Наградата „Александър Паскалев“ за цялостен принос в областта на литературата и изкуството – Иван Митев |
| 51 | 2023 | - акад. Владимир Зарев – председател - и членове – поетът и музикант Петър Чухов, Митко Новков – писател и литературен критик, Йорданка Белева - поет и писател, Ели Видева – поет и дългогодишен председател на КДК Хасково | Лауреати - Бюрхан Керим – лауреат „Проза“ за книгата „Лавандуловото момче“ - Велимир Макавеев – лауреат „Поезия“ за стихосбирката „Сънища в градината“ - Мария Русева – лауреат „Литературна критика“ за книгата „Поетика на пътя в българската литература от 20-те и 30-те години на ХХ век“ - Анжелина Бъчварова – лауреат „Детска литература“ за книгата „Писмо от тамагочи“ Съпътстващи награди - Димана Симеонова – съпътстващa награда „Проза“ за книгата „Делфийската рокля“ - Валентин Калинов – съпътстващa награда „Проза“ за книгата „Всички последни неща“ - Йоана Стоянова – съпътстващa награда „Поезия“ за стихосбирката „Флуидни ядра“ - Ивона Иванова – съпътстващa награда „Поезия“ за стихосбирката „Асистолия“ - Ралица Райкова – съпътстващa награда „Поезия“ за стихосбирката „Фигури от сол“ - Наградата „Александър Паскалев“ за цялостен принос в областта на литературата и изкуството – Мина Карагьозова |
| 52 | 2024 | - проф. дфн Валери Стефанов – председател - и членове – проф. дфн Пламен Антов, доц. д-р Младен Влашки, Йордан Велчев и Митко Ламбов                                                                                         | Лауреати - Неда Узунколева – лауреат „Проза“ за книгата „Днес не ми се излиза“ - Катя Димитрова – лауреат „Поезия“ за стихосбирката „Плач по всички жени преди мен“ - Радея Гешева – лауреат „Литературна критика“ за книгата „Енигми и парадигми при някои италиански писателки от XX век“ Съпътстващи награди - Михаела Илиева – съпътстващa награда „Проза“ за книгата „Рентгенова снимка на свободата“ - Данила Райчева – съпътстващa награда „Проза“ за книгата „Една и съща жена“ - Тихомира Панайотова – съпътстващa награда „Поезия“ за стихосбирката „Сърцето се завръща у дома“ - Мила Люцканова – съпътстващa награда „Поезия“ за стихосбирката „Краят на думите“ - Мария Гетова – съпътстващa награда „Поезия“ за стихосбирката „Полуразпадградата „Александър Паскалев“ за цялостен принос в областта на литературата и изкуството – Владимир Запрянов |